# Селезнёва, Екатерина Сергеевна
Екатери́на Серге́евна Селезнёва (род. 18 мая 1995, Пушкино, Московская область) — российская гимнастка, двукратная чемпионка мира, многократная чемпионка России, победительница и призёр этапов Кубка Мира, Гран-при, российских и международных соревнований. Заслуженный мастер спорта, член сборной России по художественной гимнастике.

## Биография
Екатерина Селезнёва родилась 18 мая 1995 года в городе Пушкино. В пятилетнем возрасте начала ходить в секцию художественной гимнастики, куда её привела мама — Назарова Ольга Николаевна, заслуженный тренер России, и всю свою спортивную карьеру Екатерина Селезнёва тренируется под её руководством. С юных лет Екатерина показывает отличные результаты на соревнованиях, участвует в международных соревнованиях, выступает за спортивный клуб «ЦСКА».

### Спортивные победы в юном возрасте
- 1 место на Международном турнире «Золотые листья» (ноябрь 2007 г.);
- 3 место на Международном турнире «Ярославская весна» (май 2007 г.);
- 2 место на Спартакиаде Губернатора Московской области (сентябрь 2007 г.);
- 3 место на Первенстве Вооружённых сил Российской Федерации (октябрь 2007 г.);
- 8 место (в 10-тке сильнейших) на Первенстве России (ноябрь 2007 г.);
- 1 место на Международном турнире «Non stop cup» (апрель 2008 г.);
- 2 место на чемпионате Московской области (март 2008 г.);
- 2 место на чемпионате России в составе за сборную Федерального округа в г. Пенза (октябрь 2011 г.);
- 3 место на Кубке России 2011 года в многоборье;
- 1 место на Кубке России 2012 года в многоборье[4].

### 2013 год
В этом году Екатерина Селезнёва завоевала бронзовые медали Кубка России и чемпионата России в упражнении с обручем, а в январе 2013 года стала членом сборной команды России по художественной гимнастике, в этом же году она окончила среднюю общеобразовательную школу № 8 г. Пушкино с золотой медалью и наградой за особые успехи в изучении всех предметов расширенного содержания образования социально-гуманитарного класса с изучением двух иностранных языков.

### 2014 год
Екатерина Селезнёва становится чемпионкой России по художественной гимнастике в упражнениях с булавами с результатом 18,600. Продолжает выступать в Итальянском клубном чемпионате Серии А.

### 2015 год
Становится чемпионкой России по художественной гимнастике в упражнениях с лентой с результатом 19,250.
Становится серебряным призёром Кубка России по художественной гимнастике в г. Пенза.
Становится победительницей международного турнира сеньорок в многоборье (г. Холон, Израиль) с результатом 70,066 баллов. (17,683 обруч, 17,533 мяч, 17,700 булавы, 17,150 лента).
Продолжает выступать в Итальянском клубном чемпионате Серии А за команду «Putinati» из города Феррара.

### 2016 год
Победительница «Koop Cup» в многоборье и финале с лентой (2016).

### 2019 год
На чемпионате мира в Баку завоевала «золото» в командном зачёте и в упражнении с обручем и «бронзу» в упражнении с лентой.

### 2020 год
На втором этапе Гран-при в эстонском городе Тарту в многоборье завоевала бронзу с результатом 90,200 баллов. Также завоевала серебро в упражнении с мячом с результатом 23,000.

### 2022 год
23 февраля 2022-го в Екатеринбурге провела мастер-класс для молодых гимнасток, где продемонстрировала азы гимнастики.

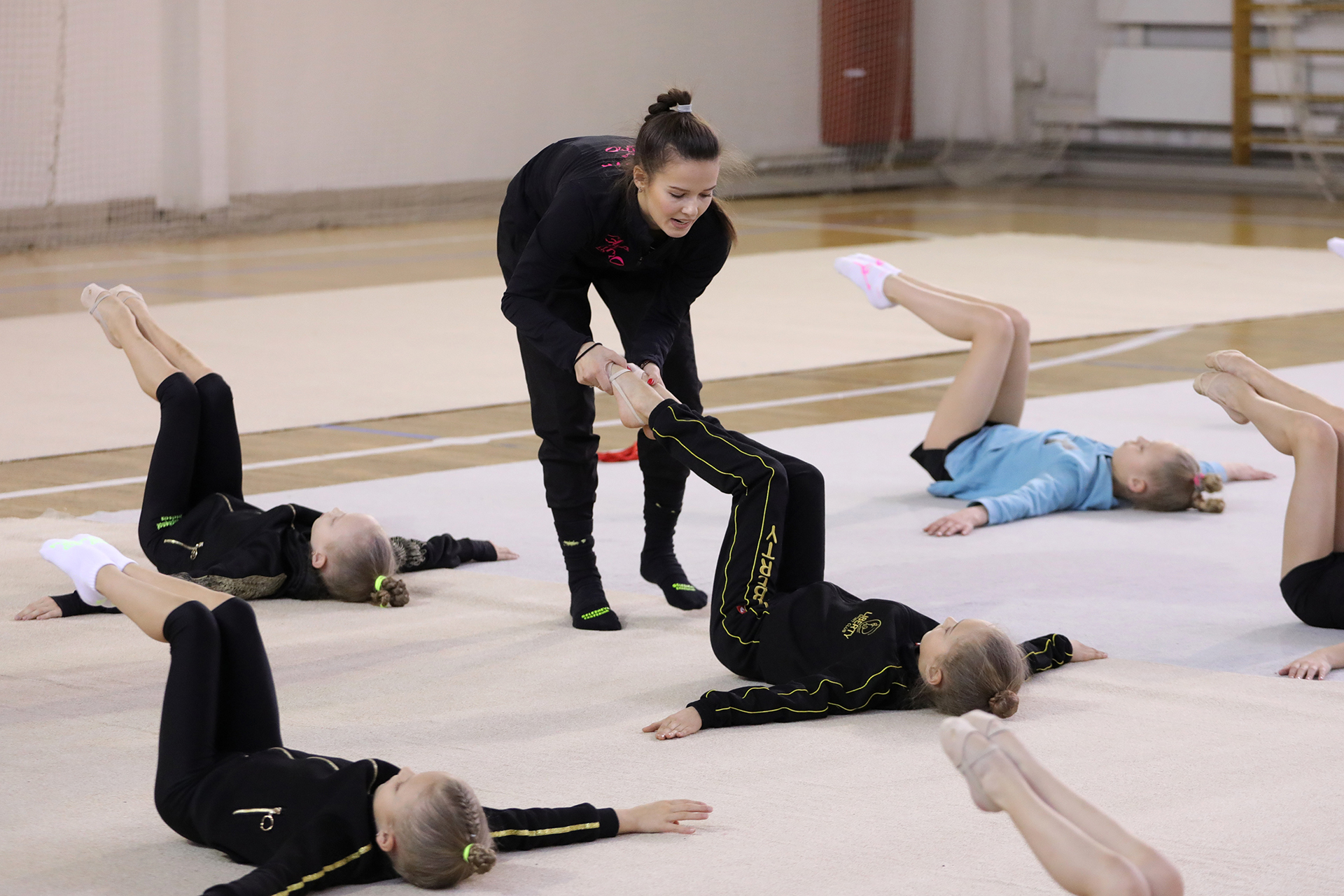
Екатерина Селезнёва проводит 23 февраля 2022 в Екатеринбурге мастер-класс